# خوان فيليبي أورتيز
خوان فيليبي أورتيز هو منافس ألعاب قوى كوبي، ولد في 13 أغسطس 1964.

## وصلات خارجية
- خوان فيليبي أورتيز على موقع الاتحاد الدولي لألعاب القوى (الإنجليزية)